# Guillaume Cousin
Guillaume Cousin (Pont-Audemer, 1706-1783) fue un escultor francés.

## Datos biográficos
Fue alumno de Nicolas Coustou y amigo de Jean-Baptiste Pigalle.
Hizo esculturas para la fachada sur del Palacio Real de Estocolmo.
Ingresado en Pont-Audemer (donde una calle que lleva su nombre), murió de gota.

## Obras
Entre las mejores y más conocidas obras de Guillaume Cousin se incluyen las siguientes:
- fachada sur del Palacio Real de Estocolmo
- Busto de Marie Leczinska[1] en Pont-Audemer; museo Alfred Canel
- Busto de Louis XV[2] en Pont-Audemer; museo Alfred Canel
- Proyecto para una fuente monumental[3] en Pont-Audemer; museo Alfred Canel

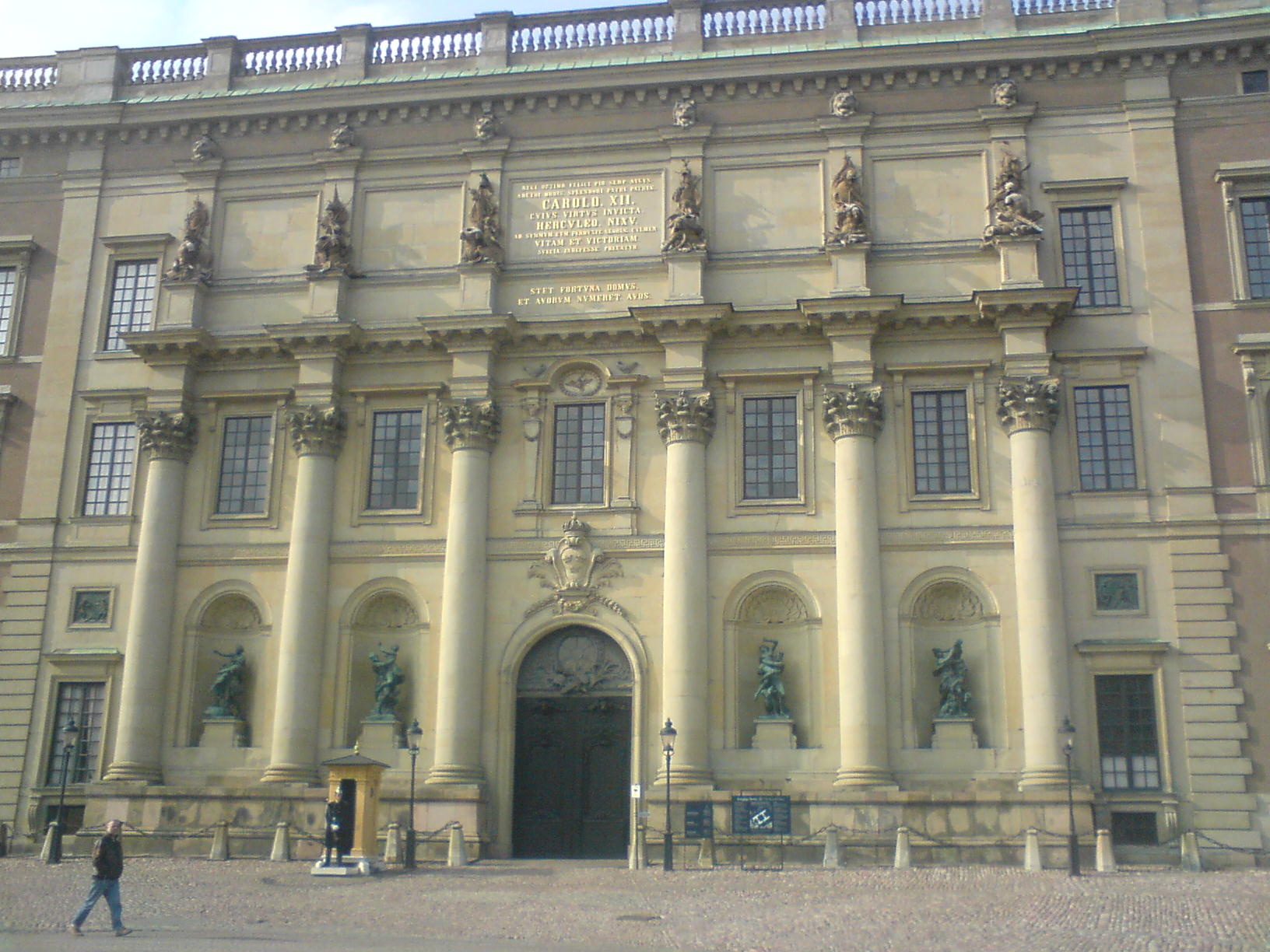
Pórtico sur del Palacio Real de Estocolmo

## Référencias
1. ↑  Ficha del busto de Marie Leczinska en la Base Joconde
2. ↑  Ficha del busto de Louis XV en la Base Joconde
3. ↑  Ficha de la fuente en la Base Joconde